# Zakir Asfandijarow
Zakir Łutfurachmanowicz Asfandijarow (ros. Закир Лутфурахманович Асфандияров, tat. Закир Әсфәндияров, ur. 20 grudnia 1918 we wsi Utiakowo w Baszkirii, zm. 4 stycznia 1977 w Bałchaszu w Kazachskiej SRR) – radziecki wojskowy, Bohater Związku Radzieckiego (1944).

## Życiorys
Był Tatarem. Miał wykształcenie niepełne średnie, pracował w kołchozie, od 1939 służył w Armii Czerwonej, od września 1941 walczył w wojnie z Niemcami. 25 stycznia 1944 w walkach o wieś Cybulów jako dowódca działa 322 pułku artylerii przeciwpancernej 8 Gwardyjskiej Brygady Artylerii Przeciwpancernej 1 Frontu Ukraińskiego w stopniu starszego sierżanta gwardii podczas powstrzymywania kontrataku wroga zniszczył 8 niemieckich czołgów i zabił niemieckiego oficera i 10 żołnierzy, a przy wychodzeniu z okrążenia zniszczył jeszcze 2 czołgi i zabił kilkudziesięciu dalszych żołnierzy wroga. Od 1944 należał do WKP(b), w 1947 został zdemobilizowany, później pracował jako majster w kombinacie górniczym, a w 1974 przeszedł na emeryturę. Był honorowym obywatelem miasta Bałchasz.

## Odznaczenia
- Złota Gwiazda Bohatera Związku Radzieckiego (1 lipca 1944)
- Order Lenina (1 lipca 1944)
- Order Czerwonego Sztandaru
- Order Wojny Ojczyźnianej I klasy
- Order Czerwonej Gwiazdy

I medale.